# تاکسیکوکینتیک
تاکسیکوسینتیک یا تاکسیکوکینتیک (به انگلیسی: Toxicokinetics)، سینتیک یک ماده شیمیایی در درون بدن موجود زنده و فرایندهای رخ‌داده برای آن، در نخستین حضور آن ماده در بدن است. تاکسیکوسینتیک، یکی از کاربردهای فارماکوسینتیک در بررسی حیوانات آزمایشگاهی و بررسی سمیتو ماده در بدن آن‌ها نیز هست.

## جذب
دستگاه گوارش معمول‌ترین راه ورود مواد سمی به بدن است و روده باریک مهم‌ترین محل جذب مواد سمی است. مواد با حلالیت کم یا غیر محلول از جمله ترکیبات ارگانوکلره، تری‌اکسید آرسنیک و اشکال معدنی مس و سرب و املاح آن‌ها به میزان ناچیزی از دستگاه گوارش جذب می‌شود و عمدتاًٌ همراه مدفوع دفع می‌شود.
بعضی از مواد شیمیایی نیز در محیط اسیدی معده به درجاتی تخریب و در نتیجه جذب آن‌ها کاهش می‌یابد. ترکیبات سمی از جنس پروتئین مانند ریسین (سم کرچک) به میزان زیاد در معده غیر فعال می‌شود. ریسین ماده سمی دانه گیاه کرچک ابتدا در سال ۱۹۷۸ در کانون توجه کارشناسان سلاح‌های بیولوژیک قرار گرفت که در صورت استنشاق یا بلعیدن می‌تواند مرگبار باشد. این ماده شش هزار بار قوی‌تر از سیانور است و به عنوان یک سلاح بیولوژیکی به کار گرفته شده‌است.
سم ریسین یک محصول فرعی و جانبی ناشی از تبدیل دانه کرچک به روغن کرچک است. این ماده می‌تواند به صورت پودر، گاز یا محلول در آب باشد.  ۵۰۰ میلی گرم از ریسین می‌تواند یک انسان بالغ را بکشد. این ماده با ورود به داخل سلول، مانع از ساخت پروتئین‌های موردنیاز سلول شده و موجب مرگ سلول می‌شود.

### دستگاه گوارش
البته گاهی اسید معده به عکس موجب افزایش حلالیت یا آزاد شدن ماده سمی از ترکیبات اولیه می‌شود مثل سم فسفین که با اثر اسید معده روی فسفید (قرص برنج )آزاد شده و موجب مسمومیت می‌گردد. مکانیزم احتمالی اثر این مواد (فسفین) بازداشتن سیتوکروم اکسیداز و مهار فسفوریلاسیون اکسیداتیو و در نتیجه مرگ سلولی است. بنابراین دستگاههایی که به مقدار اکسیژن بیشتری نیازدارند نسبت به این سم حساس‌تر و آسیب‌پذیر تر باشند این ارگان‌ها عبارتند از مغز، قلب و کبد و کلیه.
عده‌ای از مواد سمی که به روده باریک راه می‌یابند نیز توسط آنزیم‌های این قسمت‌ها به درجاتی تخریب شده یا اینکه فرصت جذب پیدا می‌کنند. کاهش یا افزایش حرکات دستگاه گوارش در میزان جذب سم تأثیر دارد.

### دستگاه تنفس
مواد سمی که به صورت گاز، گرد و غبار  می‌باشند از طریق مجاری تنفسی وارد و و به صورت محلول، امکان جذب پیدا می‌کنند. جذب در تمام سیستم تنفسی میسر است ولیکن بیشترین جذب در آلوئول‌های ریه صورت می‌گیرد.

### پوست
هرچند پوست با لایه ضخیم کراتین به عنوان سدی در برابر ورود بسیاری از مواد سمی بدن عمل می‌کند، اما اخیراً مشخس شده‌است  بسیاری از مواد سمی امکان جذب از پوست را دارا هستند.
روزهای گرم تابستان عامل مستعد برای جذب پوستی آفت کش‌ها است. آن دسته از مواد سمی که محلول در روغن هستند نیز جذب آن‌ها از پوست تسهیل می‌شود. بعضی از مواد شیمیایی مثل نیکوتین به صورت امولسیون از پوست جذب می‌شود. مخلوط شدن مواد سمی با ترکیباتی مانند دی متیل سولفوکسید (حلال) نیز مقدار زیادی به جذب مواد از پوست کمک می‌کند. مواد سمی که به شکل پودر هستند کمتر از پوست جذب می‌شوند و از موادی پودری که از پوست جذب می‌شود هیدروکربن‌های کلردار (آفت‌کش) است. بسیاری از ترکیبات دارویی و بعضی از مواد سمی از راه تزریق وارد بدن می‌شود. جذب مواد از طریق تزریق به روش تزریق، خون رسانی محل تزریق و نیز حالت فیزیکی و حلالیت ذاتی ماده سمی در مایعات بدن دارد.

## توزیع بافتی
ورود ترکیبات مختلف به بافت‌ها به میزان جریان خون در بافت، توانایی ترکیب برای خروج از دیواره اندوتلیال مویرگ‌ها و خواص شیمی‌فیزیکی آن مانند حلالیت در چربی بستگی دارد. برای نمونه لیندین یک ترکیب ارگانوکلره (ضد شپش) چربی‌دوست است و به راحتی وارد بافت‌های چربی شده و برای مدت زیادی در آنجا باقی می‌ماند. برعکس اتانول محلول در آب است و کمتر در بافت‌های چربی وارد می‌گردد. الگوی توزیع و تجمع سموم در بافت‌های بدن نشان می‌دهد که کدام بافت بیشتر دچار آسیب شده یا باقی مانده ماده سمی در کدام بافت بیشتر است.
البته بالاترین غلظت سم در یک ارگان ضرورتاً با بیشترین ضایعه بافتی در آن همراه نمی‌باشد از جمله این اعضاء کبد است که به دلیل قرار گرفتن آن در مسیر ورید باب، سموم جذب شده از دستگاه گوارش وارد آن شده و به همین علت در بسیاری از موارد مسمومیت ضایعات کبدی دیده می‌شود که از جمله تتراکلرور کربن (تتراکلرور کربن به عنوان حلال به ویژه در استخراج مواد چربی و چربی‌گیری رنگرزی یا  استفاده در بعضی از  خاموش کننده‌های حریق) و استامینوفن (مصرف تنها ۲۰ قرص ۵۰۰ میلی گرمی در یک روز می‌تواند باعث مرگ شود.) به هر طریقی وارد بدن شوند در کبد ایجاد ضایعه می‌کنند ولیکن کبد قابلیت غیر سمی‌کردن بسیاری از مواد را داراست. عده‌ای از مواد سمی به‌طور انتخابی در بافت‌های خاصی تجمع می‌یابند مانند ید (ضدعفونی کننده‌ها) در تیروئید و سرب و فلوئور (تفاوت دی کلسیم فسفات آلی و معدنی) در استخوان

## متابولیسم سم
همه بافت‌های بدن در کار متابولیسم و سم‌زدایی یک یا چند ماده سمی دخالت دارند با این حال کبد مهم‌ترین عضو متابولیزه کننده مواد خارجی و سمی است. سایر اعضاء از جمله کلیه‌ها، دستگاه گوارش، پوست، قلب و مغز نیز دارای نقش بالایی در این خصوص دارند.
کبد برای غیر سمی‌کردن مواد غنی از آنزیم‌های غیر اختصاصی است تا بتواند با طیف وسیعی از مواد سمی طبیعی یا ساخت بشر یا ترکیبات مضری که در بدن طی روندهای متابولیکی ایجاد می‌شود مقابله نماید. مواد مختلف شیمیایی در صورتی که به صورت قطبی و محلول در آب درآیند آسان‌تر از بدن دفع می‌شوند بنابراین متابولیسم مواد سمی در کبد به‌طور اولیه در جهت تبدیل مواد محلول در چربی به مواد محلول در آب است. به این فرایند زیست‌دگرگونی یا بیوترانسفورماسیون یا عمل غیر سمی‌کردن (دتوکسیفیکاسیون) می‌گویند. گاهی این فرایند منجر به ایجاد متابولیت‌های غیر سمی نمی‌شود و متابولیت‌هایی سمی‌تر از مواد اولیه ایجاد می‌شود که به آن زیست‌فعالی می‌گویند.
(متانول --- اسید فرمیک و فرمالدئید:: استامینوفین --- NAPQI:: آفلاتوکسین B1– آفلاتوکسین M1).

## دفع سم
مواد خارجی از طریق مدفوع، ادرار، عرق، بازدم  و شیر از بدن دفع می‌شوند. مواد نسبتاً غیر محلول مانند ترکیبات ارگانوکلره، تری اکسید آرسنیک، اشکال فلزی مس و سرب و نمک‌های آن‌ها به میزان ناچیزی جذب شده و عمدتاً از طریق مدفوع دفع می‌شود.
بسیاری از مواد جذب شده نیز به صورت اولیه و دست نخورده یا پس از متابولیسم به صورت متابولیت از راه‌های مختلف و بخصوص دستگاه ادراری دفع می‌شوند. مواد فرار مانند ترکیبات نفتی، اجسام کتونی، فسفر، سیانید و اتانول از راه بازدم خارج می‌شوند. بعضی از مواد یا متابولیت‌های آن‌ها از طریق شیر دفع می‌شوند، آفلاتوکسین‌ها، سرب، سلنیوم، گلیکوزین گیاهانی مانند کلم، گلیکوزیدهای قلبی خرزهره، ترکیبات ارگانوکلره، ترکیبات ارگانوفسفات، آرسنیک از این جمله‌اند.

## سازوکار سم
اساس عمل بسیاری از مواد سمی هنوز شناخته نشده‌است. بعضی از سموم با مهار فعالیت یک یا چند آنزیم حیاتی بدن، اثرات سمی خودرا برجای می‌گذارند.
توقف متابولیسم کربوهیدراتها: فلوئورواستات در بدن به فلوئوروسیترات تبدیل شده و این ترکیب با مهار آنزیم اکونیتاز موجب توقف متابولیسم کربوهیدرات و تولید انرژی می‌شود.

### مهارسیتوکروم اکسیداز
سیانید نیز با مهار سیتوکروم اکسیداز بکارگیری اکسیژن در داخل سلول را مختل کرده موجب خفگی سلول می‌شود.

### مهار آنزیماستیل کولین استراز
ترکیبات ارگانوفسفره و کارباماتها با مهار آنزیم استیل کولین استراز موجب انباشته شدن استیل کولین در پایانه‌های عصبی شده و ضمن تشدید اثرات کولینرژیکی باعث شکل‌گیری مسمومیت می‌گردند.

### مهار سنتز پروتئین
ریسین که گلیکوپروتئین سمی گیاه کرچک است پس از جذب وارد سلول شده و به عنوان یک مهارکننده قوی سنتز پروتئین موجب مرگ سلول و نکروز بافت می‌شود.

### تخریب کنندهویتامین
گیاهان حاوی تیامیناز مانند سرخس عقابی یا دم اسب نیز با تخریب تیامین شرایط کمبود آن را فراهم می‌نمایند.

### ترکیب با هموگلوبین
نیتریت پس از ورود به خون با هموگلوبین واکنش داده و موجب شکل‌گیری مت‌هموگلوبین می‌گردد. مت‌هموگلوبین قادر به انتقال اکسیژن نیست و فقر اکسیژن در سطح سلول و بافت باعث هیپوکسی و آنوکسی می‌شود. ترکیب مونواکسید کربن با هموگلوبین و ایجاد کربوکسی هموگلوبین به همین منوال است.

### واسرشتن هموگلوبین
ترکیبات سمی پیاز با واسرشتن هموگلوبین باعث ترسیب و ایجاد اجسام هنز و باعث همولیز داخل و خارج عروقی گلبول قرمز می‌شوند.

### باند شدن با کلسیم محلول
اگزالات‌ها پس از جذب با کلسیم یونیزه باند شده و اگزالات کلسیم نامحلول ایجاد می‌کنند و هیپوکلسمی و عوارض ناشی از آن شکل می‌گیرد.

### جلوگیری از فعال شدن ویتامین ک
وارفارین از فعال شدن ویتامین ک که برای سنتز عوامل انعقادی و پروترومبین است جلوگیری کرده و خونریزی در بافت‌ها و حفرات بدن می‌شود.

### اتصال با اسید نوکلوئیک سلول
آلکالوئیدهای پیرولیزیدینی، آفلاتوکسین‌ها و ترکیبات سرطان زای گیاه سرخس عقابی با اتصال به اسید نوکلوئیک سلول موجب توقف تقسیم سلول یا تکثیر غیرعادی آن می‌شوند.

### انعقاد پروتئین‌ها یا آسیب به لیپیدهای بافت پوششی
مواد شیمیایی به شدت قلیایی، اسیدی، فنل‌ها، الکل‌ها، فرآورده‌های نفتی و املاح برخی فلزات از این جمله‌اند.